# EU-region
EU-regioner är en form av samarbete mellan lokala eller regionala förvaltningar i minst två angränsande europeiska stater. 
EU-regionernas syftet är att tillvarata gränsöverskridande gemensamma intressen. Euregionerna stöds av Europarådet och är sammanslutna i Europeiska gränsregionförbundet (AEBR).